# 2022–2023-as UEFA Nemzetek Ligája (D liga)
A 2022–2023-as UEFA Nemzetek Ligájának D ligája az UEFA Nemzetek Ligája 2022–2023-as kiírásának negyedik divíziója volt.

## Lebonyolítás
A D ligában a 2022–2023-as UEFA Nemzetek Ligája kiemelési rangsorának 51–55. helyezettjei és a C liga osztályozójának két vesztes csapata vett részt, két csoportra osztva. Az 1. csoportban a csapatok összesen hat, a 2. csoportban a csapatok összesen négy mérkőzést játszottak, oda-visszavágós körmérkőzéses rendszerben mérkőztek meg egymással 2022 júniusában és szeptemberében. A csoportok győztesei feljutottak a 2024–2025-ös UEFA Nemzetek Ligájának C ligájába.

## Csapatok

### Változások
A 2020–2021-es kiírás utáni változások:
| Kiesett az C ligából   |
| ---------------------- |
| - Moldova - Észtország |

| Feljutott a C ligába |
| -------------------- |
| - Gibraltár - Feröer |

### Kiemelés
A kiemelés a 2022–2023-as UEFA Nemzetek Ligája kiemelési rangsorának megfelelően a 2020–2021-es UEFA Nemzetek Ligája összesített rangsora alapján történt. A kiemelést 2021. szeptember 22-én tették közzé.
| Csapat        | Hely. |
| ------------- | ----- |
| Moldova       | 49.   |
| Észtország    | 50.   |
| Liechtenstein | 51.   |
| Málta         | 52.   |

| Csapat     | Hely. |
| ---------- | ----- |
| Lettország | 53.   |
| San Marino | 54.   |
| Andorra    | 55.   |

1. 1 2  Az osztályozók vesztesei a sorsolás időpontjában ismeretlenek voltak.

A csoportok sorsolását 2021. december 16-án közép-európai idő szerint 18 órától tartották Nyonban. A D1 csoportba két csapat került az 1. kalapból és kettő a 2. kalapból. A D2 csoportba két csapat került az 1. kalapból és egy a 2. kalapból. Mivel a mérkőzéseket júniusban és szeptemberben játsszák, ezért nem volt a téli helyszínekre vonatkozó korlátozás. A földrajzi távolság és az ebből következő hosszú utazás miatt csoportonként legfeljebb egy párosítás lehetett a következőkből: Andorra és Kazahsztán, Málta és Kazahsztán.

## Csoportok
Az időpontok közép-európai nyári idő (UTC+2) szerint értendők. Az ettől eltérő időzónában játszott mérkőzéseknél zárójelben szerepel a helyi idő is.

### 1. csoport
| Hely. | Csapat        | M | Gy | D | V | G+ | G– | Gk  | P  | Feljutás             |     | Lettország | Moldova | Andorra | Liechtenstein |
| ----- | ------------- | - | -- | - | - | -- | -- | --- | -- | -------------------- | --- | ---------- | ------- | ------- | ------------- |
| 1.    | Lettország    | 6 | 4  | 1 | 1 | 12 | 5  | +7  | 13 | Feljutott a C ligába |     | —          | 1–2     | 3–0     | 1–0           |
| 2.    | Moldova       | 6 | 4  | 1 | 1 | 10 | 6  | +4  | 13 |                      |     | 2–4        | —       | 2–1     | 2–0           |
| 3.    | Andorra       | 6 | 2  | 2 | 2 | 6  | 7  | −1  | 8  |                      | 1–1 | 0–0        | —       | 2–1     |               |
| 4.    | Liechtenstein | 6 | 0  | 0 | 6 | 1  | 11 | −10 | 0  |                      | 0–2 | 0–2        | 0–2     | —       |               |

| 2022. június 3. 18:00 (19:00 UTC+3) |

| Lettország                                  | 3–0               | Andorra |
| ------------------------------------------- | ----------------- | ------- |
| Uldriķis 9' 77' J. Ikaunieks 85' (11-esből) | (1–0) Jegyzőkönyv |         |

| Daugava Stadion, Riga Játékvezető: Tomasz Musiał (lengyel) |

| 2022. június 3. 20:45 |

| Liechtenstein | 0–2               | Moldova                                |
| ------------- | ----------------- | -------------------------------------- |
|               | (0–1) Jegyzőkönyv | Nicolaescu 5' (11-esből) Bolohan 90+1' |

| Rheinpark Stadion, Vaduz Játékvezető: Giorgi Kruasvili (grúz) |

| 2022. június 6. 18:00 (19:00 UTC+3) |

| Lettország  | 1–0               | Liechtenstein |
| ----------- | ----------------- | ------------- |
| Zjuzins 73' | (0–0) Jegyzőkönyv |               |

| Daugava Stadion, Riga Játékvezető: Mario Zebec (horvát) |

| 2022. június 6. 20:45 |

| Andorra | 0–0         | Moldova |
| ------- | ----------- | ------- |
|         | Jegyzőkönyv |         |

| Estadi Nacional, Andorra la Vella Játékvezető: Lionel Tschudi (svájci) |

| 2022. június 10. 218:00 (19:00 UTC+3) |

| Moldova                             | 2–4               | Lettország                              |
| ----------------------------------- | ----------------- | --------------------------------------- |
| Nicolaescu 5' (11-esből) Moțpan 64' | (1–2) Jegyzőkönyv | Gutkovskis 19' 60' J. Ikaunieks 26' 75' |

| Zimbru Stadion, Chișinău Játékvezető: Andrew Madley (angol) |

| 2022. június 10. 20:45 |

| Andorra                        | 2–1               | Liechtenstein |
| ------------------------------ | ----------------- | ------------- |
| Aláez 78' (11-esből) Rubio 82' | (0–0) Jegyzőkönyv | Meier 90+3'   |

| Estadi Nacional, Andorra la Vella Játékvezető: Nejc Kajtazovic (szlovén) |

| 2022. június 14. 18:00 (19:00 UTC+3) |

| Moldova                                           | 2–1               | Andorra      |
| ------------------------------------------------- | ----------------- | ------------ |
| Caimacov 26' (11-esből) Nicolaescu 50' (11-esből) | (1–1) Jegyzőkönyv | Vieira 45+4' |

| Zimbru Stadion, Chișinău Játékvezető: Peter Kjaesgaard (dán) |

| 2022. június 14. 20:45 |

| Liechtenstein | 0–2               | Lettország         |
| ------------- | ----------------- | ------------------ |
|               | (0–2) Jegyzőkönyv | Gutkovskis 20' 28' |

| Rheinpark Stadion, Vaduz Játékvezető: Alekszandar Sztavrev (macedón) |

| 2022. szeptember 22. 18:00 (19:00 UTC+3) |

| Lettország       | 1–2               | Moldova                    |
| ---------------- | ----------------- | -------------------------- |
| J. Ikaunieks 55' | (0–2) Jegyzőkönyv | Revenco 26' Nicolaescu 45' |

| Daugava Stadion, Riga Játékvezető: António Nobre (portugál) |

| 2022. szeptember 22. 20:45 |

| Liechtenstein | 0–2               | Andorra             |
| ------------- | ----------------- | ------------------- |
|               | (0–1) Jegyzőkönyv | Rosas 4' Cervós 80' |

| Rheinpark Stadion, Vaduz Játékvezető: Juxhin Xhaja (albán) |

| 2022. szeptember 25. 15:00 |

| Andorra   | 1–1               | Lettország     |
| --------- | ----------------- | -------------- |
| Rosas 88' | (0–0) Jegyzőkönyv | Gutkovskis 50' |

| Estadi Nacional, Andorra la Vella Játékvezető: Anasztaszíosz Papapétru (görög) |

| 2022. szeptember 25. 15:00 (16:00 UTC+3) |

| Moldova           | 2–0               | Liechtenstein |
| ----------------- | ----------------- | ------------- |
| Stînǎ 90+2' 90+4' | (0–0) Jegyzőkönyv |               |

| Zimbru Stadion, Chișinău Játékvezető: Stéphanie Frappart (francia) |

### 2. csoport
| Hely. | Csapat     | M | Gy | D | V | G+ | G– | Gk | P  | Feljutás             |     | Észtország | Málta | San Marino |
| ----- | ---------- | - | -- | - | - | -- | -- | -- | -- | -------------------- | --- | ---------- | ----- | ---------- |
| 1.    | Észtország | 4 | 4  | 0 | 0 | 10 | 2  | +8 | 12 | Feljutott a C ligába |     | —          | 2–1   | 2–0        |
| 2.    | Málta      | 4 | 2  | 0 | 2 | 1  | 4  | −3 | 6  |                      |     | 1–2        | —     | 1–0        |
| 3.    | San Marino | 4 | 0  | 0 | 4 | 0  | 9  | −9 | 0  |                      | 0–4 | 0–2        | —     |            |

| 2022. június 2. 20:45 (21:45 UTC+3) |

| Észtország         | 2–0               | San Marino |
| ------------------ | ----------------- | ---------- |
| Kirss 24' Tamm 32' | (2–0) Jegyzőkönyv |            |

| A. Le Coq Aréna, Tallinn Játékvezető: Joánnisz Papadópulosz (görög) |

| 2022. június 5. 15:00 |

| San Marino | 0–2               | Málta                        |
| ---------- | ----------------- | ---------------------------- |
|            | (0–0) Jegyzőkönyv | Busuttil 59' Guillaumier 75' |

| Olimpiai Stadion (San Marino), Serravalle Játékvezető: Aliyar Aghayev (azeri) |

| 2022. június 9. 20:45 |

| Málta            | 1–2               | Észtország                |
| ---------------- | ----------------- | ------------------------- |
| Hein 56' (öngól) | (0–1) Jegyzőkönyv | Vassiljev 21' Anier 90+4' |

| Nemzeti Stadion (Málta), Ta’ Qali Játékvezető: Bobby Madden (skót) |

| 2022. június 12. 20:45 |

| Málta      | 1–0               | San Marino |
| ---------- | ----------------- | ---------- |
| Muscat 50' | (0–0) Jegyzőkönyv |            |

| Nemzeti Stadion (Málta), Ta’ Qali Játékvezető: Dennis Higler (holland) |

| 2022. szeptember 23. 18:00 (19:00 UTC+3) |

| Észtország                          | 2–1               | Málta                |
| ----------------------------------- | ----------------- | -------------------- |
| Sappinen 45+6' (11-esből) Anier 86' | (1–0) Jegyzőkönyv | Teuma 51' (11-esből) |

| A. Le Coq Aréna, Tallinn Játékvezető: Daniel Siebert (német) |

| 2022. szeptember 26. 20:45 |

| San Marino | 0–4               | Észtország                             |
| ---------- | ----------------- | -------------------------------------- |
|            | (0–1) Jegyzőkönyv | Anier 38' 77' Teniste 56' Sappinen 66' |

| Olimpiai Stadion (San Marino), Serravalle Játékvezető: Katerina Monzul (ukrán) |

## Összesített rangsor
A D liga 7 csapata az UEFA Nemzetek Ligája 49–55. helyezéseit kapta, a következő szabályok alapján:
- A csoportok első helyezettjei a 49–50. helyezéseket kapták, a csoportban elért eredményeik alapján.
- A csoportok második helyezettjei az 51–52. helyezéseket kapták, a csoportban elért eredményeik alapján.
- A csoportok harmadik helyezettjei az 53–54. helyezéseket kapták, a csoportban elért eredményeik alapján.
- Az 1. csoport negyedik helyezettje az 55. helyezést kapta.

| Hely. | Cs | Csapat        | M | Gy | D | V | G+ | G– | Gk  | P  |
| ----- | -- | ------------- | - | -- | - | - | -- | -- | --- | -- |
| 49.   | D2 | Észtország    | 4 | 4  | 0 | 0 | 10 | 2  | +8  | 12 |
| 50.   | D1 | Lettország    | 4 | 2  | 1 | 1 | 9  | 5  | +4  | 7  |
|       |    |               |   |    |   |   |    |    |     |    |
| 51.   | D1 | Moldova       | 4 | 2  | 1 | 1 | 6  | 6  | 0   | 7  |
| 52.   | D2 | Málta         | 4 | 2  | 0 | 2 | 5  | 4  | +1  | 6  |
|       |    |               |   |    |   |   |    |    |     |    |
| 53.   | D1 | Andorra       | 4 | 0  | 2 | 2 | 2  | 6  | −4  | 2  |
| 54.   | D2 | San Marino    | 4 | 0  | 0 | 4 | 0  | 9  | −9  | 0  |
|       |    |               |   |    |   |   |    |    |     |    |
| 55.   | D1 | Liechtenstein | 6 | 0  | 0 | 6 | 1  | 11 | −10 | 0  |

## 2024-es Eb-pótselejtező
A D ligának nem volt saját ága a pótselejtezőre. A szabály szerint ha az A, B vagy C ligából négynél kevesebb csapat nem jutott ki a 2024-es Európa-bajnokságra, akkor a legjobb csoportgyőztes a pótselejtezőn vehetett részt, kivéve ha kijutott a selejtezőből. Az A ligából kevesebb mint négy csapat jutott ki, ezért a D liga legjobb csoportgyőztese részt vehetett a pótselejtezőn.
| Hely. | Csapat        |
| ----- | ------------- |
| 49. D | Észtország    |
| 50.   | Lettország    |
| 51.   | Moldova       |
| 52.   | Málta         |
| 53.   | Andorra       |
| 54.   | San Marino    |
| 55.   | Liechtenstein |

Jegyzetek
- CS Az A, B, C liga csoportgyőztese
- D A D liga legjobb csoportgyőztese
- Kijutott az Európa-bajnokságra
- A pótselejtezőbe jutott
- Rendezőként kijutott az Európa-bajnokságra
- Kizárták